# 5-(5-硝基-2-噻唑硫基)-1,3,4-噻二唑-2-胺
5-(5-硝基-2-噻唑硫基)-1,3,4-噻二唑-2-胺（Halicin）是一种有机化合物，化学式为C5H3N5O2S3，是首个由人工智能发现的抗生素。

## 合成
该化合物可由5-氨基-1,3,4-噻二唑-2(3H)-硫酮和2-溴-5-硝基噻唑为原料反应得到。